# Castlecomer
Castlecomer (iriska: Caisleán an Chomair) är en ort i republiken Irland.   Den ligger i grevskapet Kilkenny och provinsen Leinster, i den centrala delen av landet, 90 km sydväst om huvudstaden Dublin. Castlecomer ligger 123 meter över havet och antalet invånare är 1 456.